# Streblosoma xiangyanghong
Streblosoma xiangyanghong är en ringmaskart som beskrevs av Wu, Wu och Qian 1987. Streblosoma xiangyanghong ingår i släktet Streblosoma och familjen Terebellidae. Inga underarter finns listade i Catalogue of Life.